# صابر حسین
صابر حسین (انگلیسی: Saber Hussein؛ زادهٔ ۲۰ فوریهٔ ۱۹۷۴) بازیکن هندبال اهل مصر بود.